# Culicoides tienhsiangensis
Culicoides tienhsiangensis är en tvåvingeart som beskrevs av Chen 1988. Culicoides tienhsiangensis ingår i släktet Culicoides och familjen svidknott.
Artens utbredningsområde är Taiwan. Inga underarter finns listade i Catalogue of Life.